# Personaggi di Devilman
Questa è la lista dei personaggi di Devilman, che compaiono nell'omonimo manga e nella serie televisiva anime di Gō Nagai.

## Personaggi principali

### Akira Fudo
Akira Fudo (不動 明?, Fudō Akira) è un ragazzo giapponese che nel corso della serie si trasforma nell'omonimo protagonista Devilman. Vive presso la famiglia Makimura. Nel manga è un adolescente descritto come un ragazzo timido, pauroso e cauto, ma dotato di grande bontà e di un cuore puro. Quando l'amico Ryo Asuka gli rivela l'esistenza dei demoni, Akira accetta di sottoporsi alla trasformazione mosso dal desiderio di proteggere l'umanità dalla minaccia, e si fonde quindi con un potente demone di nome Amon diventando Devilman. Dopo la mutazione Akira subisce una radicale trasformazione e diventa più sicuro di sé, aggressivo e coraggioso. Il suo segreto viene in seguito reso pubblico da Ryo, e Akira è costretto a difendersi dalla stessa umanità che vorrebbe difendere, per poi volgerle definitivamente le spalle quando anche Miki, la persona che ama, viene uccisa. Akira raccoglie quindi un esercito di devilmen con cui affronta Satana e i demoni, ma viene infine sconfitto e ucciso.
Nella serie animata Akira viene ucciso da Devilman all'inizio della storia, e il demone si impossessa del suo corpo e delle sue sembianze per nascondersi tra gli umani e sterminarli in base alla missione cha ha ricevuto quando è stato iniviato sulla Terra. In questa versione Akira/Devilman ha per questo un atteggiamento di superiorità verso la razza umana, che lo portano a comportamenti arroganti, prepotenti e sadici e ad atti di bullismo e teppismo. In seguito Akira/Devilman si innamora di Miki, e questo lo porta a schierarsi dalla parte degli umani per amore suo, lottando contro i suoi stessi ex compagni d'arme, i demoni.

### Miki Makimura
Miki Makimura (牧村ミキ?, Makimura Miki) è un'amica di Akira di cui il ragazzo è innamorato. I due vivono sotto lo stesso tetto da quando la famiglia Makimura ha adottato Akira. Nel manga è caratterizzata come una bella ragazza ma piuttosto superficiale e ha relativamente poco spazio nella storia. Dopo che Akira si trasforma in Devilman rimane colpita nel vedere quanto il ragazzo sia cambiato ed è allora che comincia a provare attrazione per Akira. A causa del filmato di Ryo Miki scopre la vera natura di Akira, ma non per questo smette di amarlo. Nel corso dei disordini Miki viene assalita dalla folla impazzita all'interno della sua abitazione ed è infine pugnalata a morte alla schiena. Proprio la vista dell'unica persona che amava e desiderava proteggere uccisa, porta Akira a rinnegare la sua umanità massacrando e uccidendo tutti i responsabili. Dopo il finale di Devilman, avvenuta la riconfigurazione temporale, Miki Makimura, rinasce reincarnandosi in una insegnante di scuola: Jun Fudo. Svilupperà alla fine, il potere di trasformarsi, in un demone dal cuore umano, ribatezzata: Devil Lady. Con i suoi nuovi poteri, inizierà a lavorare per un'organizzazione che ha il compito di trovare e uccidere le Devil Beast: umani tramutatisi totalmente, in demoni malvagi che seminano il panico in città. Col passare del tempo, inizierà progressivamente a ricordare, la sua vita passata e del suo amato Akira.
Nella serie animata Miki ha il ruolo di co-protagonista insieme ad Akira, di cui è cugina. A differenza del manga ha un carattere più forte e battagliero, e un grande senso di giustizia. È lei a istigare nel demone Devilman il desiderio, per amore, di cominciare a comprendere il mondo umano e tradire i suoi ex compagni d'arme. La serie si snoda nei tentativi riusciti di Devilman di nascondere la sua identità a Miki, con Akira costretto a difenderla continuamente dagli agguati dei demoni oppure a cercare scuse per allontanarla o allontanarsi da lei prima degli scontri in modo da poter assumere le fattezze di Devilman. Nel finale la ragazza scopre la vera identità di Akira/Devilman, ma accetta di rimanergli accanto perché ha provato di essere una persona buona, volerle bene ed essere un paladino dell'umanità. I due continuano quindi a combattere per avere un futuro insieme.

## Demoni

Un gruppo di demoni

I demoni sono delle creature mostruose che hanno abitato la Terra in un periodo molto remoto, precedente all'era glaciale e alla comparsa della razza umana sulla Terra. Sono esseri crudeli e assetati di sangue, dominati da istinti selvaggi e maligni, predisposti per natura al combattimento fisico e al massacro, ognuno con un potere particolare e con un aspetto molto variegato: possono avere l'aspetto di umanoidi dai tratti orribili e bestiali, animali mostruosi, masse amorfe o ibridi mostruosi; non è raro però che vi siano demoni dotati di bellezza o quantomeno di tratti non sgradevoli.

### Agwel
Agwel è un demone di consistenza melmosa con la capacità di fondersi con i materiali solidi. È un subordinato dell'arpia Silen, e appare per la prima volta assieme a Ghelmer quando Silen, decisa ad uccidere Devilman e la famiglia Makimura, li evoca entrambi per combatterlo. Agwel si infiltra così nella casa dei Makimura, ed imprigiona nel muro i coniugi Makimura. In seguito sfida Devilman imprigionandolo nel pavimento, ma lui riesce a liberarsi. Agwel attacca nuovamente Akira, ma perde miseramente la vita venendo decapitato dal ragazzo.
Agwel compare anche nell'OAV Devilman: l'Arpia Silen, e non è molto diverso da come appare nel manga, tranne per la presenza di un terzo occhio sulla fronte.
Nel primo film della serie parodistica Il Pazzo Mondo di Go Nagai, Agwel è raffigurato come un mostriciattolo fatto di letame, che cerca in più di un'occasione lo scontro con Devilman, rimediandone sempre una sonora sconfitta e finendo sempre spiaccicato al suolo.
Nel film Mazinger Z Vs Devilman appare un demone melmoso di nome Bugo, di aspetto leggermente diverso (violaceo, con più occhi) ma con poteri analoghi.

### Amon
Amon, considerato il campione dell’inferno, è uno dei demoni più forti che esistano, ed è anche il demone con cui il protagonista, Akira Fudo, si fonde durante il sabba, diventando Devilman.
Il suo aspetto, così come quello di Devilman, è stato soggetto a variazioni nel corso del tempo. Sommariamente il corpo di Amon è simile a quello di un essere umano, con una muscolatura fortemente pronunciata. Il volto mantiene un’espressione feroce accentuata dai denti aguzzi, il cranio sembra rivestito da una sorta di copertura nera caratterizzata da sporgenze laterali simili ad ali di pipistrello, un paio di antenne e dei segni neri lungo gli zigomi che partono subito da sotto gli occhi. Sul petto sono presenti dei segni molto simili, che arrivano fino alla schiena e in corrispondenza dei quali si estendono le ali, simili a quelle di un pipistrello. Su ogni braccio si può notare una sporgenza appuntita fino al gomito, mentre le gambe e la coda sono interamente ricoperte di pelo, escludendo i piedi.
Come già detto, l’aspetto ha subito diverse variazioni nel corso del tempo attraverso serie alternative, spin-off, e remake, seppur mantenendo in linea generale le forme caratteristiche del demone.

### Generale Zan
Il Generale Zan è un demone molto potente, dotato di una tremenda forza fisica e di vari altri poteri. Ha un corpo pressoché umanoide di colore blu-grigio con alcune spine sulle spalle. Ha quattro corna sopra la testa e quattro occhi e una bocca sul petto. Il suo potere principale è la capacità di controllare una razza di ragni infernali, che se ingoiati da un essere umano permettono a Zan di trasformare l'umano in questione in un soldato demoniaco privo di ragione. Zan viene inviato sulla terra da Zenon con l'incarico di provocare la distruzione interna degli umani. Decide così di usare i suoi ragni per possedere gli studenti di una scuola,non sapendo però che tra questi studenti c'è anche Akira Fudo ossia Devilman che libera gli studenti. Durante l'attacco su scala mondiale dei demoni, dopo che Devilman viene sopraffatto dai poteri psichici di Psychogenie, Zan riappare per fermare un gruppo di demoni intenzionati a dare il colpo di grazia a Devilman comunicando loro che Satana ha dato espressamente ordine di non uccidere il loro nemico. In una riedizione successiva del manga, non è Zan ad assaltare il liceo di Akira bensì un demone chiamato Raspber.
Nella serie tv animata si chiama Zanin; si presenta invece come un demone con il corpo verde, braccia e gambe blu, una coda che usa a mo' di frusta e una testa di lupo con due antenne, e un paio di occhi sul petto. Parla solo telepaticamente e tiene la bocca perennemente aperta: possiede grande agilità e forza fisica. Può inoltre sparare raggi laser dagli occhi che ha sul petto. Egli viene inviato sulla Terra da Zennon per fermare Devilman, lasciando però inizialmente il lavoro a un altro demone, Vetra. Al fallimento di quest'ultimo, Zanin lo uccide, venendo però esonerato da Zenon. Il generale continua però anche senza permesso ad aiutare i demoni di turno per sconfiggere Devilman, che poi lo ucciderà.
Zan non appare mai negli OAV, ma in Amon - The Apocalypse of Devilman vi è un demone di nome Saylos che come Zan è a capo di un gruppo di demoni. A differenza di Zan, Saylos verrà ucciso da Amon e non da Devilman. La versione televisiva di Zannin appare nel crossover Mazinga Z contro Devilman. Si è alleato con il malvagio Dottor Inferno dopo essere stato soggiogato dal suo dispositivo di controllo mentale, ed è lui che coordina le missioni demoniache. Tortura personalmente Devilman e tenta di dare prova della sua forza misurandosi contro il Mazinga Z ma viene ucciso dalle nuove ali del robot.

### Ghelmer
Ghelmer (?, Geluma) è un demone dall'aspetto rettiloide, dotato della capacità di fondersi con l'acqua. Quando il suo corpo è saturo d'acqua, può esercitare vari poteri come ad esempio la metamorfosi, ma quando è asciutto è privo di ogni potere. Compare solo nel secondo capitolo di Devilman.
Ghelmer viene evocato assieme all'alleato Agwel dal suo superiore, l'arpia Silen, con l'ordine di sterminare la famiglia Makimura e combattere contro Devilman. Dopo aver assorbito l'acqua che Silen ha fatto cadere dal cielo, Ghelmer si infiltra in casa Makimura, e si nasconde nel bagno, mentre Miki si appresta a fare il bagno. Dopo averla spiata, nascosto nello specchio con le sembianze del riflesso della ragazza, il mostro si nasconde poi nell'acqua della vasca, e attacca Miki avvolgendola in un vortice d'acqua. L'intervento di Akira salverà la ragazza dall'annegamento, ma in seguito il demone possiede Miki, che ha bevuto un po' della sua acqua. Dopo aver colpito Miki facendola svenire e aver ucciso Agwel che, insieme a Ghelmer, lo ha attaccato, Akira riesce a far rigettare l'acqua a Miki e fronteggia nuovamente Ghelmer, gettandogli un lenzuolo addosso e dandogli fuoco, facendo così evaporare l'acqua che il demone ha assorbito. A questo punto Ghelmer, completamente indifeso dopo la scomparsa dell'acqua, attacca nuovamente Devilman ma viene battuto e brutalmente ucciso da questi.
Ghelmer compare nell'OAV Devilman: L'Arpia Silen. Il suo aspetto è un po' diverso da quello del manga: ha infatti due lunghe antenne articolate simili alle zampe di una mantide sulla testa ed è privo delle zampe posteriori. La sua voce italiana appartiene al doppiatore e sceneggiatore di fumetti Pasquale Ruju. Una versione deformata di Ghelmer compare nel primo OAV della trilogia Il Pazzo Mondo di Go Nagai; in questo film viene incaricato da Silen di camuffarsi da Miki per ingannare Devilman, ma mentre lo aspetta sulla cima del palazzo di ghiaccio, si congela. Nella serie televisiva Ghelmer (con il nome di Geruge) appare come antagonista in un episodio. Esteticamente simile alla controparte del manga (ad eccezione di una colorazione violacea e di un paio di ali di pipistrello), ha però poteri diversi, legati all'acido anziché all'acqua (e in questa versione l'acqua è per lui mortale).

### Jinmen
Jinmen è un orribile e spregevole demone simile ad un'enorme tartaruga, con la particolarità di farsi spuntare sul dorso del guscio i volti delle persone che ha divorato. È infatti dall'odio delle sue vittime ingerite che il mostro sugge linfa vitale, e ciò gli consente di divenire sempre più grande e più forte.
Jinmen, appartenente alle truppe del Generale Zan, compare per la prima volta dopo aver attirato un treno con tutti i suoi passeggeri, tra cui anche Sachiko, una bambina amica di Devilman, in una trappola mortale tesa da lui e dai suoi compagni. Dopo aver divorato i passeggeri del treno, compresa Sachiko, il malvagio mostro telefona ad Akira Fudo, dicendogli che ha divorato Sachiko e sfidandolo a venire a battersi con lui. Akira, furioso, si reca in piena notte in un parco giochi deserto, luogo della sfida con Jinmen, e qui ha un incontro straziante con Sachiko, divorata viva da Jinmen e il cui volto spunta dalla corazza del demone. A questo punto Jinmen provoca Akira, rivelandogli cosa succede alle vittime che lui divora, al che Akira, accecato dalla rabbia, si trasforma in Devilman e attacca furiosamente Jinmen. Sfortunatamente nel corso del combattimento, Devilman colpisce uno dei volti incastonati nel guscio di Jinmen uccidendolo, e comprende così che non può attaccare il mostro senza fare del male alle sue vittime ed esita a sferrare un nuovo attacco. Jinmen approfitta della sua esitazione e lo attacca a sua volta, e Devilman sentendosi impotente non si difende. A questo punto la piccola Sachiko implora Akira di attaccarlo e di ucciderlo, di non preoccuparsi di lei e di far smettere di soffrire lei e tutte le vittime di Jinmen, e così Devilman colpisce il mostro con un pugno, squarciando metà del volto della bambina ed uccidendola definitivamente. Dopo aver chiuso l'occhio superstite della bambina con un dito, Devilman attacca nuovamente Jinmen ferito e sanguinante, ed ignorando le sue suppliche di non ucciderlo, a meno di non voler uccidere anche le sue vittime, lo finisce brutalmente, squarciando il suo guscio. Il duello si conclude così con Devilman che, ritornato ad essere Akira Fudo, piange sui volti, ormai definitivamente morti delle vittime di Jinmen.
Jinmen fa una comparsa in Devil Lady. È, come Silen, Kaim e gli altri nemici di Devilman, relegato all'Inferno e vuole vendicarsi di Devilman. A questo scopo attacca lui e Jun Fudo, nel corso della loro discesa nei vari strati dell'Inferno, rivelando nuove abilità, tra le quali la capacità di volare roteando come un frisbee e di lanciare raggi tramite degli occhi nascosti sotto le piastre della parte inferiore della corazza, che può aprire e chiudere a piacimento. In queste circostanze le sue vittime, ancora prigioniere nel suo guscio, compresa Sachiko rivolgono frasi di odio a Devilman, accusandolo di averli mandati all'Inferno assieme al loro assassino. Al termine dello scontro che segue, Devilman riesce a sconfiggerlo decapitandolo e distruggendo la sua testa, e liberando così Sachiko e le altre vittime che, finalmente libere, volano in Paradiso, non più in collera con Devilman. Essendo però all'Inferno Jinmen non è realmente morto e si rigenera diventando piccolo come una normale tartaruga. Akira lo distruggerà di nuovo con una grossa pietra. Come gli altri demoni tuttavia, anche lui tornerà sulla Terra in occasione dell'avvento di Satana.
Nel manga "Strange Days" di Yu Kinutani e Go Nagai, fa la sua comparsa un demone molto simile a Jinmen, sia nell'aspetto che nelle abilità(simile ad una tartaruga gigante, con volti che gli spuntano dal guscio), ma dal momento che Jinmen all'epoca degli eventi del suddetto manga era già morto, si tratta chiaramente di un demone della sua stessa sottorazza.
Jinmen è anche uno dei principali antagonisti dell'OAV Devilman: l'arpia Silen, ma la sua storia è stata modificata rispetto al manga: nel manga Jinmen ha divorato Sachiko, nell'OAV invece ha divorato la madre di Akira Fudo, e Akira dovrà riviverne l'orribile morte per trovare la forza di uccidere il suo nemico. È interessante notare che nel manga Devilman affronta Jinmen dopo aver sconfitto l'arpia Silen, mentre nell'OAV dovrà affrontare prima Jinmen. Anche l'ambientazione dello scontro è diversa: mentre nel manga si svolge in un parcogiochi, nell'OAV si svolge in un lago sotterraneo, situato sotto la rete fognaria della città. Jinmen fa una breve apparizione anche nell'OAV "Devilman - La genesi", nella scena in cui i demoni si risvegliano dal loro sonno millenario e attaccano i genitori di Akira. In questo OAV il ruolo di Sachiko è ricoperto dalla madre di Akira. Curiosamente, in questa scena, il character design del demone appare fedele a quello del Manga, mentre, nel successivo OAV, apparirà parecchio modificato. Jinmen è anche co-protagonista della serie parodistica Il Pazzo Mondo di Go Nagai. Inizialmente ostile ai protagonisti, ha sul guscio le facce di animali della fattoria, il che lo rende decisamente buffo, ed è molto più debole della versione "seria", al punto che viene decapitato da Miki con una mannaia. Ciononostante non muore e diventa amico di Akira e di Miki, dando vita a buffe gag nel corso della serie (anche se loro lo tengono più come cibo di riserva). Ha inoltre una famiglia, formata da una moglie e una figlia identici a lui. Suo tormentone della serie è "Hai mai sentito la tartaruga dentro di te?!".
Nella serie televisiva, il demone Zoldover presenta la caratteristica analoga a Jinmen di farsi spuntare sul dorso i volti delle persone che uccide.

### Kaim
Kaim è un demone quadrupede simile ad un enorme rinoceronte, con una piccola testa e due lunghi spuntoni che gli spuntano dalle spalle. È innamorato dell'arpia Silen, e per amore suo si sacrifica per aiutarla a vincere la sua battaglia con Devilman.
Kaim viene inviato sulla Terra dal re demone Zenon in risposta alle suppliche disperate di Silen, che implora il suo aiuto per sconfiggere Devilman. Kaim, perdutamente innamorato di Silen e probabilmente offertosi volontariamente ad aiutarla, le offre il suo corpo e i suoi poteri, dichiarandole di non essere interessato a vivere ancora e di volerle fare provare il gusto della vittoria prima della morte, e per essere sicuro che sia la volontà dell'arpia a prevalere dopo la fusione, si uccide autodecapitandosi, non prima di averle dichiarato il suo amore dicendole: "Silen sei bellissima anche coperta di sangue." Con il suo aiuto Silen riesce a sconfiggere Devilman, ma non ad ucciderlo, poiché la morte sopraggiungerà poco dopo.
Kaim ricompare in Devil Lady durante la saga della discesa agli Inferi. È ancora fuso con Silen, ma nel corso del combattimento con Devilman si separa da lei, ritornando in vita. Alla vista della sua amata in difficoltà contro Devilman, Kaim si scaglierà contro l'uomo diavolo impalandolo con un corno e dichiarando a Silen che Amon, che lei un tempo ha amato è ormai morto e che lui, Kaim, la ama con tutto se stesso. In seguito alla trasformazione di Silen in una statua da parte di Medusa, Kaim si prepara a trascorrere tutta l'eternità piangendo accanto ai resti della sua amata. Come Silen e gli altri demoni, anche Kaim tornerà sulla Terra fondendosi con Seiji Hayami proprio mentre quest'ultimo si rende conto di amare Jun Fudo. Alla vista di Silen fusa con Aoi Kurosaki le dichiara che è ancora bellissima, anche se le sue ali sono nere e non più bianche.
Kaim compare anche in Amon: Darkside of the Devilman. Sembra che come Silen anche lui facesse parte di una stirpe di demoni della quale lui rappresenta l'ultimo sopravvissuto. Si innamora di Silen dalla prima volta che la incontra e stringe alleanza con Amon. Stringe amicizia anche con una giovane demoniessa metà donna e metà crostaceo fusasi con un orrido demone amorfo(lo stesso che si fonderà con Miko, millenni più tardi) e per questo divenuta orribile a vedersi. Sarà costretto ad uccidere la sua amica quando questa, ingannata da Asura, cerca di aggredire Silen. Infine quando Silen, ferita a morte da Amon, si rifugia in una grotta per partorire un'altra se stessa, Kaim la assiste fino all'ultimo, dopodiché si prenderà cura con amore della clone di Silen, alla quale racconterà la storia della madre.
Kaim compare nell'OAV Devilman: L'Arpia Silen. La scena in cui si sacrifica per amore di Silen è pressoché identica a quella descritta nel manga. Kaim compare anche nella serie parodistica Il Pazzo Mondo di Go Nagai. È, come nel manga, innamorato perdutamente dell'arpia e quando questa viene rapita dal dottor Inferno non esita a partire alla volta del Mazinger World per salvarla. Al termine della serie le farà una proposta di matrimonio sulla quale Silen promette di riflettere. Nell'OAV si scopre che nel corpo di Kaim alberga la coscienza di Amon, che Psychogenie per sua stessa ammissione vi ha trasferito.

### Saylos
Saylos è un demone molto forte, a capo di un gruppo di demoni nella lotta contro Devilman ed incaricato da Satana di riportare Akira Fudo dalla parte dei demoni. Il suo disegno ricorda un misto tra l'armatura di un crociato e il famoso alieno yautja Predator, con una pelle coperta di spesse placche azzurro chiaro e lunghi tentacoli che gli pendono dal capo, che usa come armi per trafiggere il nemico. Possiede una lunga coda e un simbolo rosso a forma di croce sul petto: quest'ultimo dettaglio è probabilmente un riferimento al fatto che Saylos è un subordinato di Satana e quindi un guerriero insignito da un angelo. Personaggio esclusivo dell'OAV Amon - The Darkside of Devilman, Saylos è ispirato a un personaggio apparso nel manga spin-off da cui l'OAV è tratto (e apparso brevemente anche nel manga originale), un devilman dalle sembianze di un granchio umanoide che attacca Amon assieme ai suoi sottoposti per tentare di riportare Akira Fudo dalla parte dell'armata dei devilmen. Nel suo essere un generale delle truppe demoniache invece sembra ispirarsi anche al demone generale Zan.
Saylos appare per la prima volta quando irrompe assieme ai suoi subordinati nella baracca che Akira Fudo, Miko e Yumi avevano adibito a quartier generale, imponendo ad Akira un ultimatum: si riunirà ai demoni suoi simili o morirà. In quel momento però, Akira, distrutto dalla morte della sua amata Miki, perde il controllo sullo spirito malvagio di Amon e si trasforma in quest'ultimo, uccidendo la piccola Yumi e sterminando i demoni. Dopo aver assistito alla lotta e aver punito alcuni suoi scagnozzi per essere scappati dal campo di battaglia, Saylos si rifiuta di rivelare ad Amon dove si nasconde Satana e lo affronta in un devastante combattimento aereo. Nonostante la sua grande forza e abilità, però, non riuscirà a competere con Amon e, dopo una brutale gara di resistenza, verrà battuto ed ucciso dal demone. Curiosamente, nella versione italiana sottotitolata il suo nome è Zeros.

### Silen
Silen (nota anche come Sirene, Selene, Siren o Silene) è una delle principali antagoniste della serie, demone metà donna e metà uccello simile a un'arpia, tra le più potenti e belle della stirpe demoniaca, con carattere fiero e orgoglioso. Nel manga originale Devilman, Silen è nemica giurata di Devilman (Akira Fudo), motivata da una vendetta personale: amava Amon, potente demone che si fuse con Akira, e credette di averlo perso. Compare nel secondo capitolo evocando demoni per attaccare la famiglia Makimura e affronta Devilman in un feroce duello aereo. Usa artigli rotanti controllati telepaticamente, capaci di immobilizzare e inibire i poteri nemici. Ferita gravemente, si fonde con il demone Kaim per ottenere forza sufficiente a ferire mortalmente Devilman, ma muore poco dopo. In Devil Lady, Silen è relegata all'Inferno, ancora fusa con Kaim, e desidera vendetta contro Devilman, che accompagna Jun Fudo nella discesa negli Inferi. Combatte Devilman vicino a un vulcano in eruzione, separandosi da Kaim durante lo scontro. Kaim, risorto, la aiuta impalando Devilman senza ucciderlo. Dopo essere stata carbonizzata dall'eruzione, Silen si rigenera e, disgustata dai suoi sentimenti per Amon, chiede a Medusa di pietrificarla, arrendendosi alla morte definitiva. Kaim, distrutto dal dolore, veglia sul suo corpo pietrificato, descritto da Go Nagai come "un monumento all'amore non corrisposto". Successivamente Silen viene liberata da Medusa e torna sulla Terra fondendosi con il corpo di Aoi Kurosaki per partecipare all'Apocalisse.
Nel manga Amon - The Darkside of Devilman si approfondisce il passato di Silen, appartenente a una sottorazza di Arpie femminili con una struttura sociale simile a quella di formiche o termiti, con una regina ermafrodita. Silen è emarginata per la sua pelle chiara e ali bianche, diverse dalle altre Arpie scure. Viene aiutata da un misterioso "ragazzo senza nome" (creazione di Dio) e acquisisce forza unendosi a lui. Nel corso della storia, affronta varie avventure, tra cui l'incontro con Kaim, il rapimento da parte di emissari di Dio e l'abuso da parte di Amon, di cui è inconsciamente attratta. Il suo scopo è far rinascere la razza delle Arpie, ma viene ferita mortalmente da Amon, che le strappa un'ala. Assiste al parto di un clone più potente che Kaim protegge. In Demon Knight, prequel scritto da Go Nagai, Silen era un'umana, compagna di Amon, che combatte al fianco del principe Satana contro demoni creati da Dio. Dopo la ribellione fallita, viene condannata a fondersi con la sua aquila gigante, trasformandosi in un demone aviano. Rifiuta di partecipare a una nuova ribellione e fugge con Amon. In Violence Jack, dopo l'apocalisse, Silen si reincarna come umana nel Kanto con il nome di Sara, abile spadaccina che non ricorda il passato. Inizia a ritrasformarsi nel suo aspetto demoniaco, mostrando una personalità simile a Devilman.
Negli adattamenti animati, Silen è antagonista principale nel secondo OAV di Devilman, dove il suo combattimento con Devilman è più lungo e si svolge in gran parte nei cieli di Tokyo. Nella serie TV compare nel secondo episodio come "Shilaine", con pelle verde-bluastro e piume nere, parzialmente coperta da un body rosa piumato. Ha mani artigliate anziché artigli anteriori. In Mazinga Z contro Devilman è uno degli antagonisti principali, subordinata al dottor Inferno, e viene uccisa da Mazinga Z. In Il pazzo mondo di Go Nagai appare in versione super-deformed, come amante di Amon e coinvolta in una proposta di matrimonio con Kaim. Fisicamente, Silen ha l'aspetto di una giovane donna con tratti da arpia: occhi blu, carnagione chiara, ali sulla testa, artigli affilati, piumaggio al posto di capelli e peli, e una coda piumata. È sempre mostrata nuda, esibendo con orgoglio la sua bellezza. I suoi artigli possono essere lanciati o fatti roteare come lame, immobilizzano gli avversari e inibiscono i loro poteri. Può controllare telepaticamente oggetti e usare poteri come il fuoco primordiale, teletrasporto e il "Silen Beam" negli adattamenti animati. È doppiata in originale da Haruko Kitahama (serie TV), Kyōko Satomi (Mazinga Z contro Devilman), Yoshiko Sakakibara (OAV e Il pazzo mondo di Go Nagai) e Atsuko Tanaka (videogioco e Devilman Crybaby) e in italiano da Beatrice Margiotti (serie TV), Caterina Rochira (Devilman: L'arpia Silen), Cinzia De Carolis (Mazinga Z contro Devilman e (ridoppiaggio Yamato di Devilman - L'arpia Silen), Cinzia Massironi (Il pazzo mondo di Go Nagai ep. 1) e Marina Thovez (dal 2000). Nel film live-action, Silen è interpretata dalla modella Ai Tominaga.

### Godman
Godman è l'ultimo demone ad apparire nell'anime e di questa esclusivo. È un demone dalle fattezze di un Devilman invecchiato e più feroce, e ha a disposizione una serie di poteri demoniaci uguali a quelli del protagonista della serie, nonché la capacità di invocare cataclismi naturali, figure e monumenti mitologici: abilità queste che usa per farsi passare per una vera e propria divinità. Devilman lo riconosce come il capo delle guardie del corpo del Grande Zenon, nonché suo superiore gerarchico quando entrambi vivevano nella Tribù dei Demoni.
In un tentativo di sottomettere il suo ex sottoposto senza ricorrere allo scontro diretto, Godman minaccia Devilman di rivelare a Miki Makimura la sua vera identità, convinto come Devilman stesso che Miki, ferita dalla bugia e dalla natura mostruosa di Devilman lo abbandonerebbe per sempre spezzando il sogno d'amore del giovane. Nonostante questo il piano di Godman fallisce a causa dell'amore dei due giovani e della natura positiva e buona di Miki: quando Godman compare al suo cospetto e costringe Akira a trasformarsi in Devilman, Miki rinnega espressamente la natura sovrannaturale sia di Godman che di Devilman, dichiarando di non credere (nonostante i grandi poteri di Godman) che lui e Devilman siano divinità ma semplicemente parte di un popolo malvagio che vuole riconquistare la Terra, salvo poi dichiarare di credere al pentimento di Devilman stesso ed avere fiducia in lui.
Grazie a questa fiducia, dopo un lungo scontro reso brutale dalla superiorità fisica di Godman, Devilman prevale sull'avversario più forte ed esperto, distruggendolo per sempre. L'apparizione di Godman chiude così l'anime: Devilman, riassunte le fattezze di Akira, accetta finalmente di rivelare alla sola Miki l'esistenza dei Demoni e la necessità per lui di continuare a vegliare silenziosamente sul genere umano finché Zenon continuerà a mandare suoi emissari.

### Zenon
Zenon (Xenon?), noto anche come il Grande Zenon, è il viceré dei demoni, la massima autorità nel mondo dei demoni, ed è secondo per importanza solo al suo capo Satana e in questa veste fa delle apparizioni anche in Devil Lady e in Amon - The Darkside of Devilman. Nella serie TV di Devilman Zenon è invece il capo dei demoni e l'antagonista principale della serie. L'aspetto di Zenon è quello di un mostruoso e gigantesco ibrido: è alto circa 10 metri, ha il corpo coperto di pelo marrone, tre teste, due delle quali cornute, un volto mostruoso sul petto, zoccoli caprini al posto dei piedi e grandi ali di pipistrello armate di mani artigliate. Il suo aspetto è ispirato a quello classico del Diavolo, in particolare alla descrizione riportata da Dante Alighieri nel suo Inferno, in cui descrive Lucifero in maniera analoga. Un'ulteriore prova del fatto che Go Nagai si è ispirato al Lucifero della Divina Commedia per disegnare Zenon si ha nel manga Devil Lady, in cui il re demone viene visto imprigionato nel ghiaccio fino al petto. Zenon si occupa di fare le veci del suo capo qualora egli non sia presente e nella storia è la sua immagine che ha ispirato l'uomo a rappresentare il Diavolo come tutt'oggi viene rappresentato.
Zenon non appare in Devilman se non a metà della storia. Inizialmente appare in un incubo di Akira Fudo nel quale viene visto emergere da dietro un'immensa parete di ghiaccio, ed in seguito risponde alle suppliche di Silen di aiutarla a sconfiggere Devilman mandandole Kaim, ma si mostra in tutta la sua mostruosità solo in seguito a questi eventi, per annunciare al mondo intero l'esistenza dei demoni, e per dichiarare guerra al genere umano. Dopo quest'atto, si ritira, e viene poi visto discutere con Satana circa la riuscita del suo piano di distruggere il genere umano, e rimproverarlo per essersi innamorato di Akira Fudo, nonché manifestare la sua preoccupazione circa l'imminente scontro con i devilmen.
Nelle successive riedizioni del manga vengono aggiunte, nel primo volume, alcune tavole in cui viene mostrato il risveglio dei demoni dai ghiacciai dell'Himalaya, durante un'esplorazione da parte dei genitori di Akira: in queste tavole viene mostrato che Zenon è responsabile della morte dei coniugi Fudo.
Riappare poi in Amon - Darkside of Devilman. Nel manga scopriamo che questo essere è formato da tre demonietti simili ad angeli, che lo formano fondendosi insieme. Il suo primo atto, nella storia è di uccidere Dosuroku che, fusosi con tre potentissimi devilmen, stava combattendo contro Amon nel tentativo di risvegliare Akira ed in seguito informa Amon che Satana lo sta aspettando e gli intima di raggiungerlo. L'orgoglioso Amon ovviamente non ci sta a farsi comandare da Zenon, al che il re demone lo sfida a duello. I due mostri danno il via ad un duello devastante, nel corso del quale Zenon evoca un tornado che scaglia Amon nello spazio aperto. In seguito Amon torna sulla Terra, e Zenon tenta di modificare la dimensione materiale per imprigionare Amon nell'Inferno, ma Amon riesce anche questa volta a salvarsi e raggiunge Satana. Dopo che la furia omicida di Amon viene placata da un bacio di Satana, che risveglia così Akira, Zenon si ritira insieme al suo signore, e si prepara all'Apocalisse.
Nell'anime del 1972, Zenon è il re dei demoni, imprigionato nei ghiacci dell'Himalaya, e il principale antagonista della serie. Visto il suo ruolo viene spesso chiamato Principe delle Tenebre dagli altri demoni. È lui, quindi, a mandare contro il traditore Devilman i demoni che il protagonista affronterà in ogni puntata. Appare in ogni puntata anche se Devilman non lo affronterà mai e la sua vera forma non sarà mai mostrata per intero. Zenon crede alla legge del più forte, e per questo motivo ha imprigionato la vampira Lita (che desiderava un mondo di pace) prima dell'ibernazione dei demoni.

## Altri personaggi

### Tare Makimura
Tare Makimura è il fratello minore di Miki Makimura, e viene rappresentato come un bambino piuttosto pauroso e piagnucolone. Nel manga non ha un ruolo particolarmente importante, ma a metà della narrazione è protagonista di una mini-storia che si colloca subito dopo lo scontro con Jinmen, una storia breve ma di una crudeltà senza precedenti.
La storia comincia con Tare e un suo amichetto, Susumu, seduti in un parco giochi. La notte è ormai calata e Tare vorrebbe avviarsi verso casa, anche perché decisamente spaventato dalle storie che Akira spesso e volentieri gli racconta, storie di mostri che si aggirerebbero nella notte e che potrebbero assalirlo. Susumu però non vuole muoversi da lì: ha paura di tornare a casa perché sua madre è divenuta da un po' di tempo improvvisamente sadica e violenta, e oltre a picchiarlo, avendo comprato un grosso cane, si diverte ad aizzarlo contro il figlio. Tare più per la paura di tornare a casa da solo che per compassione nei confronti dell'amico gli propone di stabilirsi a casa sua, ma mentre si avviano verso casa, i due bambini vengono intercettati dalla madre di Susumu che, alle accuse di Tare di essere cattiva con il figlio, risponde sostenendo che il figlio racconta bugie per passare il tempo ed invitando Susumu a tornare a casa, in quanto suo padre è tornato più presto dal lavoro e "cenerà con lui". Vistosi scoperto, Susumu non può fare altro che rientrare con la madre, e Tare, rimasto solo, per la paura si urina addosso. Tare non rivedrà più Susumu: il bambino verrà trucidato dai genitori posseduti dai demoni. Al termine del manga, anche Tare, come Miki verrà assassinato da una folla impazzita che vedevano in lui e nella sorella due demoni in forma umana.
Nella serie TV, Tare è un personaggio essenzialmente comico ed è disegnato con una grande testa rotonda che lo rende ancora più ridicolo ed è il cuginetto di Akira/Devilman. A differenza del manga non muore, e ha una fidanzatina di nome Miho. Nel corso della serie Tare si troverà più volte in difficoltà e sarà salvato da Devilman, ma considererà tutto sempre come un incubo. Nel terzo OAV della serie animata Amon - The Apocalypse of Devilman che si ricollega al fumetto, Tare verrà ucciso insieme a sua sorella da una folla impazzita.